# Erwin Marquardt (Pädagoge)
Erwin Marquardt (* 15. Januar 1890 in Reutlingen; † 28. November 1951 in Berlin) war ein deutscher Pädagoge und Schulreformer.

## Leben
Erwin Marquardt besuchte als Sohn einer Reutlinger Kaufmannsfamilie das Gymnasium und wollte danach eine akademische Laufbahn einschlagen. Von 1909 bis 1914 studierte er Geschichte und Philosophie in Jena, München, Tübingen, Gießen und Göttingen. Schon als Student engagierte er sich in der Arbeiterbildung und leitete von 1909 bis 1911 Akademische Arbeiter-Unterrichtskurse in Tübingen und Göttingen. In Göttingen wurde er Vorsitzender des sozialdemokratischen Arbeiter-Bildungsausschusses und trat 1912 in die Sozialdemokratische Partei Deutschlands (SPD) ein. Außerdem betätigte er sich bis August 1914 als Göttinger Lokalredakteur für die in Hannover erscheinende SPD-Zeitung Volkswille.
Im Ersten Weltkrieg wurde er als Soldat eingezogen und musste seine akademische Laufbahn unterbrechen. Im April 1919 konnte er schließlich das Lehrerexamen ablegen. 1920 schloss er sich dem Reformpädagogen Fritz Karsen an und übernahm als Studienassessor die Stelle des Alumnatsinspektors an der Preußischen Hauptkadettenanstalt in Lichterfelde. Nachdem Fritz Karsen die Leitung des Kaiser-Friedrich-Realgymnasiums in Neukölln übernommen hatte, folgte ihm Erwin Marquardt 1922 als Studienrat an dieses Realgymnasium. Im Lehrerkollegium hatte er maßgeblichen Anteil an der Umgestaltung des Gymnasiums zur Neuen Schule im Sinne des Bundes Entschiedener Schulreformer. Die Schule wurde 1929 in Karl-Marx-Schule umbenannt. Als Pädagoge und Schulreformer widmete er sich besonders der Ausbildung in den Aufbauklassen und den Arbeiter-Abiturienten-Kursen. Außerdem war er Lehrgangsleiter an der Berliner Arbeiter-Bildungsschule und freier Mitarbeiter der Sozialistischen Monatshefte, des Vorwärts und der Zeitschrift Die Arbeit des Allgemeinen Deutschen Gewerkschaftsbundes (ADGB).
Im Auftrag der Preußischen Regierung verließ Erwin Marquardt 1928 Berlin, um die im Aufbau befindliche Heimvolkshochschule neuen Typs in Harrisleefeld zu leiten. Diese Hochschule mit Internat, die Reichskanzler Hermann Müller am 29. September 1928 mit einer Rede eröffnete, sollte fähige Arbeiter und einfache Angestellte mit Studiengängen in Staats- und Rechtswissenschaften, Volkswirtschaftslehre, Finanzwirtschaft und Sozialwissenschaften auf Führungspositionen in staatlichen und kommunalen Verwaltungen vorbereiten. Auf Grund seiner erfolgreichen Arbeit als Bildungsorganisator erhielt er 1929 zwei verlockende Angebote aus Berlin. Der ADGB bot ihm die Leitung der neuen Gewerkschaftsschule in Bernau an und der Magistrat von Berlin wollte ihn als Direktor der Volkshochschule Groß-Berlin einstellen. Er kehrte nach Berlin zurück, reorganisierte als Nachfolger von Theodor Geiger die Volkshochschule Groß-Berlin und leitete den freiwilligen Zusammenschluss der Freien Volksbildungsvereine in Groß-Berlin zu einer Arbeitsgemeinschaft. Dabei übertrug er seine praktischen Erfahrungen als Schulreformer in die Erwachsenenbildung. Unter seiner Leitung versechsfachte sich die Zahl der eingeschriebenen Volkshochschul-Hörer in Berlin.
Nach der Machtergreifung der Nazis wurde Erwin Marquardt 1933 als Direktor der Volkshochschule Groß-Berlin entlassen. Außerdem verbannten ihn die faschistischen Machthaber mit Berufsverbot aus dem Schuldienst. Er ging für zwölf Jahre in die Innere Emigration und bestritt seinen Lebensunterhalt als subalterner Sachbearbeiter im Bezirksamt Berlin-Reinickendorf. 1944 wurde er als politisch unzuverlässige Person entlassen und musste bis zum Ende des Zweiten Weltkriegs mit unregelmäßigen Zuwendungen für Gelegenheitsarbeiten auskommen.
Nach der Befreiung Berlins 1945 durch die Rote Armee setzte sich Erwin Marquardt wieder aktiv für die Entwicklung eines demokratischen, weltlichen und sozial ausgerichteten Schulwesens ein. Seine Verdienste als Pädagoge an der Karl-Marx-Schule und als Organisator der Erwachsenenbildung in Berlin während der Weimarer Republik waren nicht vergessen und sein Können für den Neuaufbau wieder gefragt. Im August 1945 wurde auf Grund des Befehls Nr. 17 der Sowjetischen Militäradministration (SMAD) vom 27. Juli 1945 in Berlin die Deutsche Zentralverwaltung für Volksbildung (DZfV) gebildet. Die SMAD berief Paul Wandel (KPD) zum Präsidenten der DZfV und Erwin Marquardt (SPD) zum Ersten Stellvertreter des Präsidenten. Weitere Stellvertreter im Präsidium der DZfV waren Emil Menke-Glückert (LDP) und Johannes R. Becher für den Kulturbund. Die Kernaufgabe der DZfV war der Aufbau eines antifaschistischen, weltlichen und sozialistischen Schul- und Bildungswesens. Wegen der umfassenden Entlassung NS-belasteter Lehrkräfte und der Auswahl und Einarbeitung geeigneter Neulehrer war die Lehrerausbildung in der Sowjetischen Besatzungszone (SBZ) von besonderer Bedeutung. Die DZfV steuerte die Schulpolitik über Richtlinien und Lehrpläne und war damit ein wichtiges Instrument zur Organisation und Einführung der sozialistischen Einheitsschule in der SBZ. Erwin Marquardt sah darin als Schulreformer die Möglichkeit eines Neuanfangs auf der Grundlage des 1946 beschlossenen Gesetzes zur Demokratisierung der deutschen Schule. In seinem Kommentar – Das Gesetz über die demokratische Schulreform – verwies er 1946 auf die Reformbemühungen vor 1933 und versprach daran anknüpfend den Aufbau einer demokratischen und sozialistischen Einheitsschule, die „elastisch“ die individuellen Begabungen und Interessen der Schüler fördern und im Sinne einer Arbeitsschule Theorie und Praxis im Unterricht zusammenführen sollte. Allerdings war er in der DZfV nicht frei in seinen Gestaltungsmöglichkeiten, um die Neue Schule, wie er sie zusammen mit Schulreformern, wie Fritz Karsen, Paul Oestreich oder Siegfried Kawerau während der Weimarer Republik im Sinn hatte, abweichend von den Vorgaben der Sozialistischen Einheitspartei (SED) durchzusetzen.
Zusammen mit Heinrich Deiters und Wilhelm Heise begann er die Pädagogische Bibliothek des Volk und Wissen Verlages herauszugeben. Unter anderem beteiligte er sich an der Bearbeitung und Veröffentlichung mehrerer Schriften des Aufklärers Christian Gotthilf Salzmann, des Pädagogen Heinrich Pestalozzi oder des Germanisten Rudolf Hildebrand in verschiedenen Bänden dieser Buchreihe.
Mit Gründung der Deutschen Demokratischen Republik (DDR) am 7. Oktober 1949 wurde die DZfV unter dem zum Minister ernannten Paul Wandel in das Ministerium für Volksbildung überführt. Erwin Marquardt blieb dem Minister zunächst ohne Funktion direkt unterstellt. Im November 1949 übernahm er die Stelle des stellvertretenden Direktors des Deutschen Pädagogischen Zentralinstituts, aus dem 1970 die Akademie der Pädagogischen Wissenschaften der DDR hervorging. Zwischen Marquardt als entschiedenem Vertreter der deutschen Reformpädagogik und dem Institutsdirektor Hans Siebert kam es zu bildungspolitischen Auseinandersetzungen, die den Minister veranlassten, Marquardt schon im Januar 1950 aus dem Institut abzuziehen und wieder direkt im Ministerium weiter zu beschäftigen. Ab Mitte 1950 arbeitete Marquardt im Auftrag des Ministers, dem er weiterhin direkt unterstellt blieb, als wissenschaftlicher Mitarbeiter an der Humboldt-Universität. Schließlich wurde er zum Leiter des vorbereitenden Ausschusses der Zentralen Pädagogischen Bibliothek ernannt, die für das Deutsche Pädagogische Zentralinstitut aufgebaut wurde und die ab 1952 Leo Regener leitete. Auf Grund seines gesundheitlichen Befindens bewilligte ihm der Ministerrat der DDR im Oktober 1951 eine Pension, die er im Ruhestand nur einen Monat bis zu seinem Tod am 28. November 1951 in Anspruch nehmen konnte.

## Publikationen (Auswahl)
- Geschichte des Sozialismus vom Altertum bis zur Neuzeit. (= Kursusdisposition Nr. 12, Zentralbildungsausschuß der SPD). Berlin 1922
- Schiller. Sein Leben und seine Dichtungen. (Ausgabe in 4 Bänden (Hrsg.): E. Marquardt), Volksbühnen-Verlag, Berlin 1924
- Georg Herwegh – zu seinem 50. Todestag am 7. April 1925. (= Arbeiter-Bildung Nr. 8, Schriftenreihe des Zentralbildungsausschusses der SPD). Berlin 1925
- Zur Frage der Demokratisierung der Schule. Volk und Wissen Verlag, Berlin/Leipzig 1946
- Das Gesetz über die demokratische Schulreform. Volk und Wissen Verlag, Berlin/Leipzig 1946